# Jeremy Robert Johnson
Jeremy Robert Johnson (21 de septiembre de 1977) es un escritor norteamericano que vive y escribe en Portland, Oregón. Fue nominado para el premio Pushcart en 2000, 2002, y 2006, y para el Stoker Awards, la entrega de premios más importante del mundo en el género de terror, por su novela Siren Promised. 
Tres de sus cuentos han sido traducidos al español: La Liga de los Ceros, Luminary y Nieve, publicados en Agua/Cero: una antología de Proyecto Líquido. 
Sobre su libro de cuentos Angel Dust Apocalypse, el escritor Chuck Palahniuk dijo: "Un escritor deslumbrante. En serio son cuentos asombrosos -- y a mí me encantan los cuentos. Como lo mejor de Tobias Wolff. Mientras los leía, hicieron que el tiempo se detuviera. ¡Eso es excelente!" 
Jeremy se considera un escritor de ficción Bizarro, género que agrupa autores con tendencias a la experimentación literaria.

## Trabajos
- "Extinction Journals" Swallowdown Press 2006
- The Bizarro Starter Kit (Autor que contribuyó) Bizarro Press 2006
- "Angel Dust Apocalypse" Eraserhead Press 2005
- "Siren Promised" (Con Alan M. Clark) Bloodletting Press 2005 Nominado para el premio Stoker 2006
- "Priapism" (reprint) The Meat Socket #5, marzo de 2006
- "Amniotic Shock in the Last Sacred Place" (adaptación reprint/gráficos) The Meat Socket #5, marzo de 2006
- "Swimming in the House of the Sea" (reprint) Verbicide #15, noviembre de 2005
- "Dissociative Skills" City Slab #6, abril de 2005
- "Snowfall" Verbicide #13, marzo de 2005 Nominado para el premio Pushcart 2006
- "Siren Promised-Book Excerpt" Dark Discoveries #4, marzo de 2005
- "The League of Zeroes" Verbicide #11, mayo de 2004
- "Sparklers Burning" Horrorfind, enero de 2004
- "Working At Home" THE EDGE- Tales of Suspense #18, enero de 2004
- "Deeper" Glass Tesseract - Vol. 3, Verano 2003
- "A Number of Things Come to Mind" Happy #17 2002 Nominado para el premio Pushcart 2002
- "Liquidation" Happy #15 2000 Nominado para el Premio Pushcart 2000
- "Last Thoughts Drifting Down" (reprint) TEL : Stories, 2005 Wheatland Press
- "The Gravity of Benham Falls" Ghosts at the Coast: The Best of Ghost Story Weekend Vol. II 2005 TripleTree Pub
- "Luminary" Darker Than Tin, Brighter Than Sin, 2004 Cafepress Publishing & Rabe Phillips
- "Amniotic Shock in the Last Sacred Place" - Pain and Other Petty Plots, 2003, IFD Publishing

## Entrevista
- "Hernán Ortiz W/Jeremy Robert Johnson" Proyecto Líquido, enero de 2007
- "Mikhail W/Jeremy Robert Johnson" The Meat Socket #5, marzo de 2006
- “Brian Keene W/Jeremy Robert Johnson & Other Bizarros” Hail Saten, diciembre de 2005
- "James Beach W/Alan M. Clark & Jeremy Robert Johnson" Dark Discoveries #4, marzo de 2005